# Schœnenbourg
Pour le vin alsacien, voir Schoenenbourg (grand cru).
Schœnenbourg est une commune française située dans la circonscription administrative du Bas-Rhin et, depuis le 1er janvier 2021, dans le territoire de la Collectivité européenne d'Alsace, en région Grand Est.
Cette commune se trouve dans la région historique et culturelle d'Alsace et fait partie du parc naturel régional des Vosges du Nord.

## Géographie

### Localisation
La localité fait partie de la région naturelle Outre-Forêt.

### Géologie et relief
La commune se compose de 57,30 hectares de territoires artificialisés (10,44 %), 443,25 hectares de territoires agricoles (80,74 %) et 48,25 hectares de forêts et milieux semi-naturels (8,79 %).
Espaces naturels :
- Quatre espaces protégés hors Natura 2000 :

Tilleul De Schoenenbourg,
Réserve de Biosphère, zone tampon. Vosges du nord,
Réserve de Biosphère, zone de transition. Vosges du nord,
Parc naturel régional. Vosges du nord.

### Sismicité
Commune située dans une zone 3 de sismicité modérée.
| Keffenach    |              | Hunspach |
| Retschwiller | Schœnenbourg |          |
|              |              | Hoffen   |

### Hydrographie et les eaux souterraines
Hydrogéologie et climatologie : Système d’information pour la gestion des eaux souterraines du bassin Rhin-Meuse :
Territoire communal : Occupation du sol (Corinne Land Cover); Cours d'eau (BD Carthage),
Géologie : Carte géologique; Coupes géologiques et techniques,
 Hydrogéologie : Masses d'eau souterraine; BD Lisa; Cartes piézométriques.
La commune est dans le bassin versant du Rhin au sein du bassin Rhin-Meuse. Elle est drainée par le ruisseau le Wintzenbach, le ruisseau le Birlenbach et le ruisseau le Kirbaechel,,.
Le Wintzenbach, d'une longueur de 11 km, prend sa source dans la commune de Soultz-sous-Forêts et se jette  dans le Haussauerbach à Hoffen, après avoir traversé sept communes. 

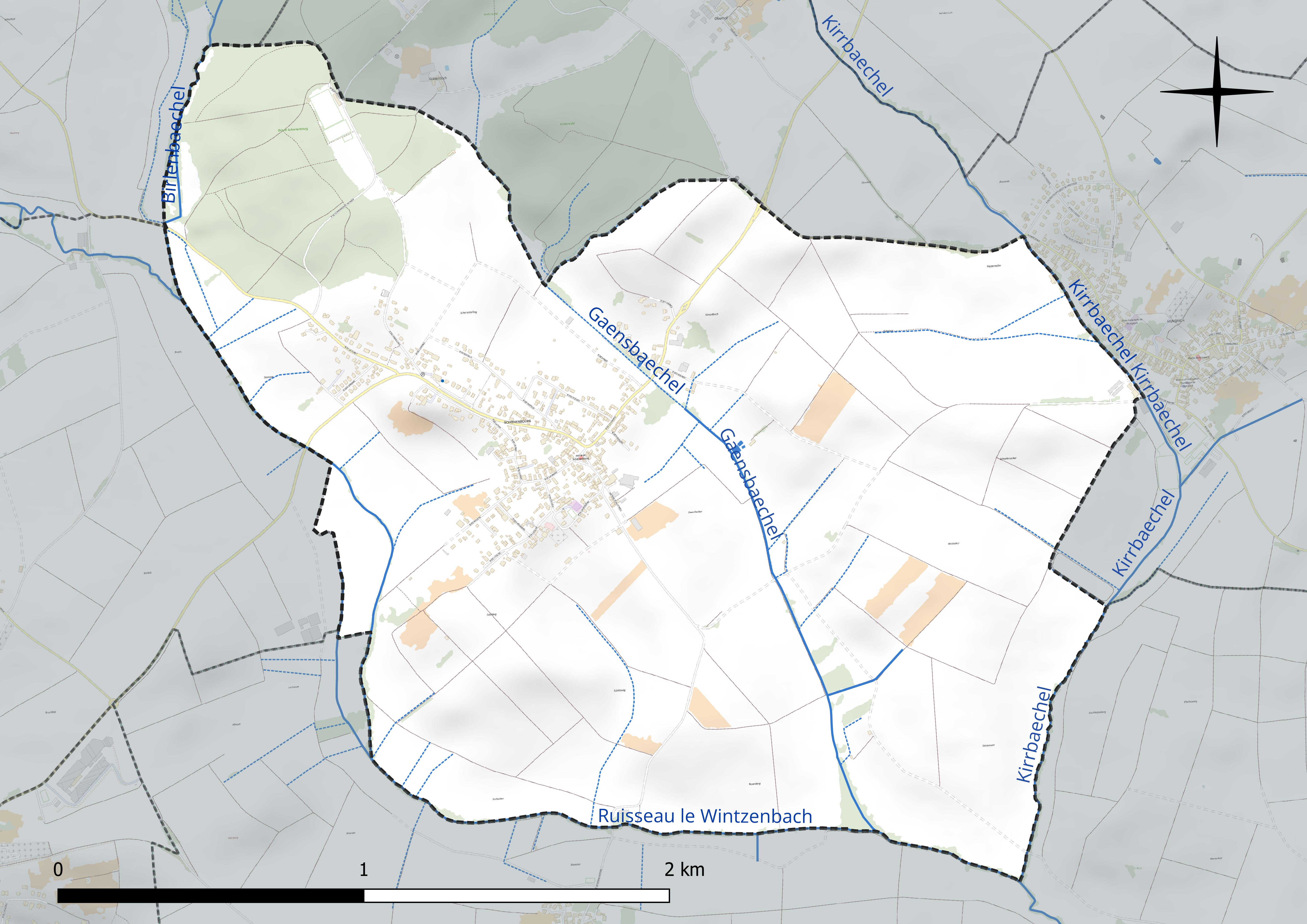
Réseau hydrographique de Schoenenbourg.

### Climat
Pour des articles plus généraux, voir Climat du Grand Est et Climat du Bas-Rhin.
En 2010, le climat de la commune est de type climat des marges montargnardes, selon une étude du Centre national de la recherche scientifique s'appuyant sur une série de données couvrant la période 1971-2000. En 2020, Météo-France publie une typologie des climats de la France métropolitaine dans laquelle la commune est exposée à un climat semi-continental et est dans la région climatique  Alsace, caractérisée par une pluviométrie faible, particulièrement en automne et en hiver, un été chaud et bien ensoleillé, une humidité de l’air basse au printemps et en été, des vents faibles et des brouillards fréquents en automne (25 à 30 jours). 
Pour la période 1971-2000, la température annuelle moyenne est de 10,5 °C, avec une amplitude thermique annuelle de 17,7 °C. Le cumul annuel moyen de précipitations est de 806 mm, avec 10,6 jours de précipitations en janvier et 10,5 jours en juillet. Pour la période 1991-2020, la température moyenne annuelle observée sur la station météorologique de Météo-France la plus proche, « Preuschdorf », sur la commune de Preuschdorf à 8 km à vol d'oiseau, est de 11,3 °C et le cumul annuel moyen de précipitations est de 834,2 mm. 
La température maximale relevée sur cette station est de 39,8 °C, atteinte le 4 juillet 2015 ; la température minimale est de −19,9 °C, atteinte le 8 janvier 1985,,. 
Les paramètres climatiques de la commune ont été estimés pour le milieu du siècle (2041-2070) selon différents scénarios d'émission de gaz à effet de serre à partir des nouvelles projections climatiques de référence DRIAS-2020. Ils sont consultables sur un site dédié publié par Météo-France en novembre 2022.

### Intercommunalité
Commune membre de la Communauté de communes de l'Outre-Forêt.

## Urbanisme

### Typologie
Au 1er janvier 2024, Schœnenbourg est catégorisée commune rurale à habitat dispersé, selon la nouvelle grille communale de densité à sept niveaux définie par l'Insee en 2022.
Elle est située hors unité urbaine et hors attraction des villes,.

### Occupation des sols

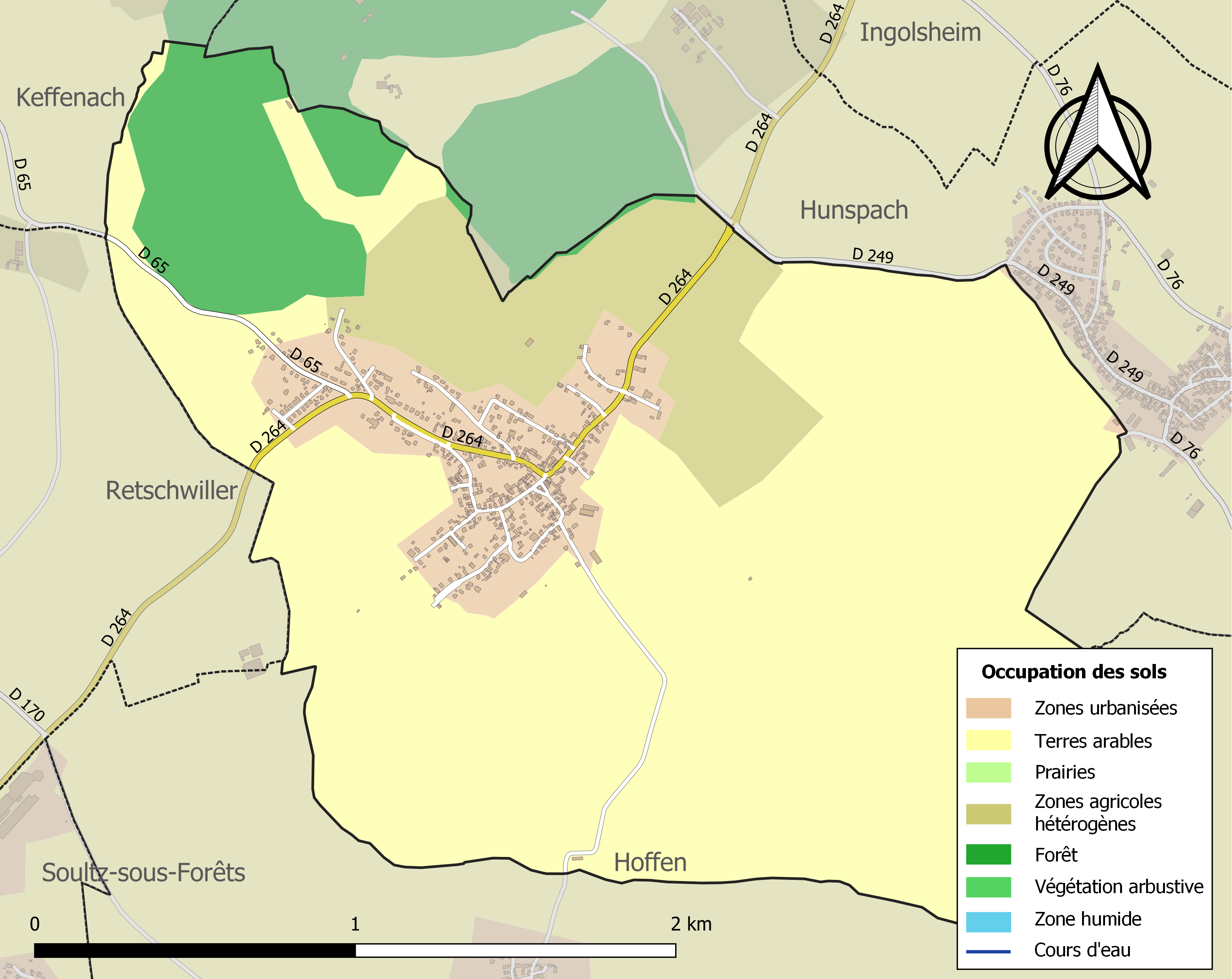
Carte des infrastructures et de l'occupation des sols de la commune en 2018 (CLC).

L'occupation des sols de la commune, telle qu'elle ressort de la base de données européenne d’occupation biophysique des sols Corine Land Cover (CLC), est marquée par l'importance des territoires agricoles (80,6 % en 2018), en diminution par rapport à 1990 (84 %). La répartition détaillée en 2018 est la suivante : terres arables (68,4 %), zones agricoles hétérogènes (12,2 %), zones urbanisées (10,5 %), forêts (8,9 %).
L'IGN met par ailleurs à disposition un outil en ligne permettant de comparer l’évolution dans le temps de l’occupation des sols de la commune (ou de territoires à des échelles différentes). Plusieurs époques sont accessibles sous forme de cartes ou photos aériennes : la carte de Cassini (XVIIIe siècle), la carte d'état-major (1820-1866) et la période actuelle (1950 à aujourd'hui).

## Histoire
L'histoire du village serait ? attestée au VIIIe siècle, mais plus surement vers 1277.
En 1500 Schoenenbourg semble déjà doté d’un sanctuaire, et certains textes parlent de la présence d'un château au XVIIIe siècle.
L'ancienne église paroissiale Sainte-Agathe, érigée entre 1758 et 1761, a été détruite pendant la Seconde Guerre mondiale à l'exception d'une partie du clocher. L'église actuelle, date de 1961,.
La commune a définitivement été libérée de la présence allemande le 19 mars 1945.

### Héraldique
| Blason de Schœnenbourg | Blason  | Coupé : au premier d'azur aux trois couronnes d'or, au second d'or aux trois merlettes de gueules. |
| Blason de Schœnenbourg | Détails | |

## Politique et administration
| Période                                  | Période   | Identité                        | Étiquette | Qualité                                      |
| ---------------------------------------- | --------- | ------------------------------- | --------- | -------------------------------------------- |
| Les données manquantes sont à compléter. |           |                                 |           |                                              |
| ca. 1947                                 |           | Émile Decker                    |           |                                              |
| avant 1981                               |           | Michel Einhorn                  |           |                                              |
| juin 1995                                | mars 2001 | Guy Boff                        |           |                                              |
| mars 2001                                | mars 2014 | Jean-Pierre Scheidt (1943-2020) |           | Ancien chauffeur d'autocar                   |
| mars 2014                                | mai 2020  | Dominique Weishaar              |           | Artisan électricien, ancien adjoint au maire |
| mai 2020                                 | En cours  | Marc Meyer                      |           | Ingénieur et cadre technique d'entreprise    |

### Budget et fiscalité 2023

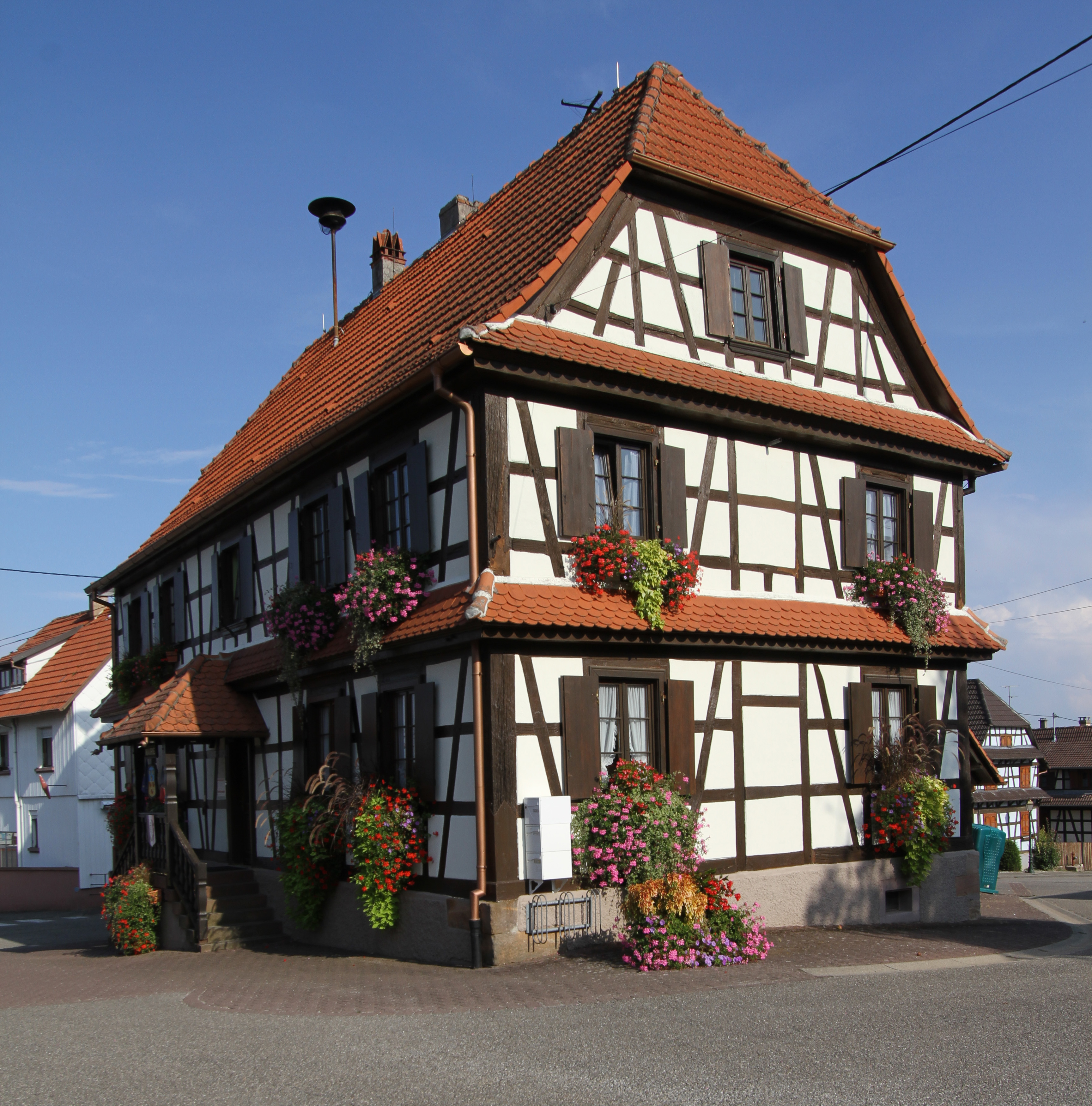
Mairie de Schœnenbourg.

En 2023, le budget de la commune était constitué ainsi :
- total des produits de fonctionnement : 482 000 €, soit 683 € par habitant ;
- total des charges de fonctionnement : 353 000 €, soit 500 € par habitant ;
- total des ressources d'investissement : 81 000 €, soit 115 € par habitant ;
- total des emplois d'investissement : 297 000 €, soit 422 € par habitant ;
- endettement : 5 000 €, soit 7 € par habitant.

Avec les taux de fiscalité suivants :
- taxe d'habitation : 17,84 % ;
- taxe foncière sur les propriétés bâties : 24,30 % ;
- taxe foncière sur les propriétés non bâties : 52,72 % ;
- taxe additionnelle à la taxe foncière sur les propriétés non bâties : 0,00 % ;
- cotisation foncière des entreprises : 0,00 %.

Chiffres clés Revenus et pauvreté des ménages en 2021 : médiane en 2021 du revenu disponible, par unité de consommation : 25 780 €.

## Économie

### Entreprises et commerces

#### Agriculture
- Culture de céréales, de légumineuses et de graines oléagineuses.
- Culture de fruits à pépins et à noyau.
- Élevage de chevaux et d'autres équidés.
- Élevage d'ovins et de caprins.
- Élevage de porcins.

#### Tourisme
- Hébergements et restauration à Hermerswiller, Hunspach, Soultz-sous-Forêts, Ingolsheim.

#### Commerces
- Commerces et services de proximité[35].

## Population et société

### Démographie

#### Évolution démographique
L'évolution du nombre d'habitants est connue à travers les recensements de la population effectués dans la commune depuis 1793. Pour les communes de moins de 10 000 habitants, une enquête de recensement portant sur toute la population est réalisée tous les cinq ans, les populations de référence des années intermédiaires étant quant à elles estimées par interpolation ou extrapolation. Pour la commune, le premier recensement exhaustif entrant dans le cadre du nouveau dispositif a été réalisé en 2007.

En 2022, la commune comptait 711 habitants, en évolution de +3,34 % par rapport à 2016 (Bas-Rhin : +3,17 %, France hors Mayotte : +2,11 %).
| 1793 | 1800 | 1806 | 1821 | 1831 | 1836 | 1841 | 1846 | 1851 |
| ---- | ---- | ---- | ---- | ---- | ---- | ---- | ---- | ---- |
| 428  | 437  | 632  | 767  | 788  | 732  | 723  | 660  | 690  |

| 1856 | 1861 | 1866 | 1871 | 1875 | 1880 | 1885 | 1890 | 1895 |
| ---- | ---- | ---- | ---- | ---- | ---- | ---- | ---- | ---- |
| 628  | 644  | 602  | 587  | 553  | 562  | 539  | 540  | 531  |

| 1900 | 1905 | 1910 | 1921 | 1926 | 1931 | 1936 | 1946 | 1954 |
| ---- | ---- | ---- | ---- | ---- | ---- | ---- | ---- | ---- |
| 519  | 512  | 512  | 521  | 523  | 553  | 531  | 625  | 616  |

| 1962 | 1968 | 1975 | 1982 | 1990 | 1999 | 2006 | 2007 | 2012 |
| ---- | ---- | ---- | ---- | ---- | ---- | ---- | ---- | ---- |
| 650  | 619  | 601  | 633  | 673  | 662  | 671  | 672  | 674  |

| 2017 | 2022 | - | - | - | - | - | - | - |
| ---- | ---- | - | - | - | - | - | - | - |
| 688  | 711  | - | - | - | - | - | - | - |

### Enseignement
Établissements d'enseignements :
- École maternelle et primaire.
- Collèges à Soultz-sous-Forêts, Wissembourg, Walbourg, Wœrth, Soufflenheim.
- Lycées à Wissembourg, Walbourg, Haguenau.

### Santé
Professionnels et établissements de santé :
- Médecins à Soulz-sous-Forêts, Betschdorf, Surbourg, Hatten[42].
- Pharmacies à Soultz-sous-Forêts, Merkwiller-Pechelbronn, Hatten, Wissembourg.
- Hôpitaux à Lobsann, Wissembourg, Goersdorf, Haguenau.

### Cultes
- Culte catholique, Communauté de paroisses catholiques de Soultz-sous-Forêts[43], Diocèse de Strasbourg.
- Culte protestant, Union des Églises protestantes d'Alsace et de Lorraine[44].

## Lieux et monuments

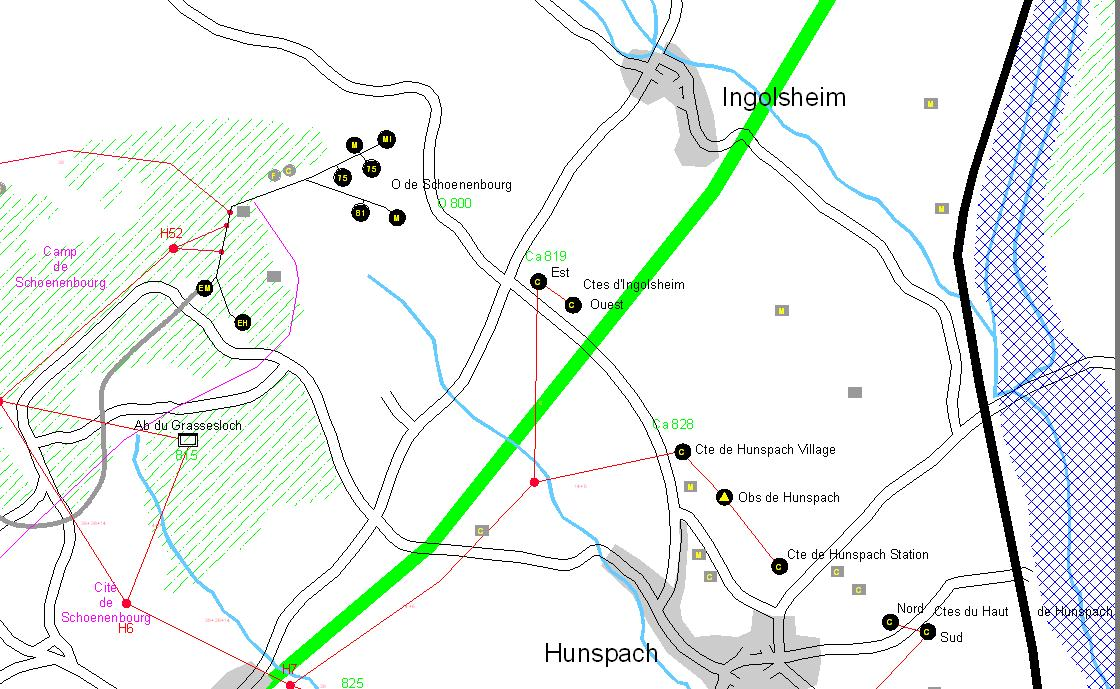
Plan de situation de l'Ouvrage de Schoenenbourg
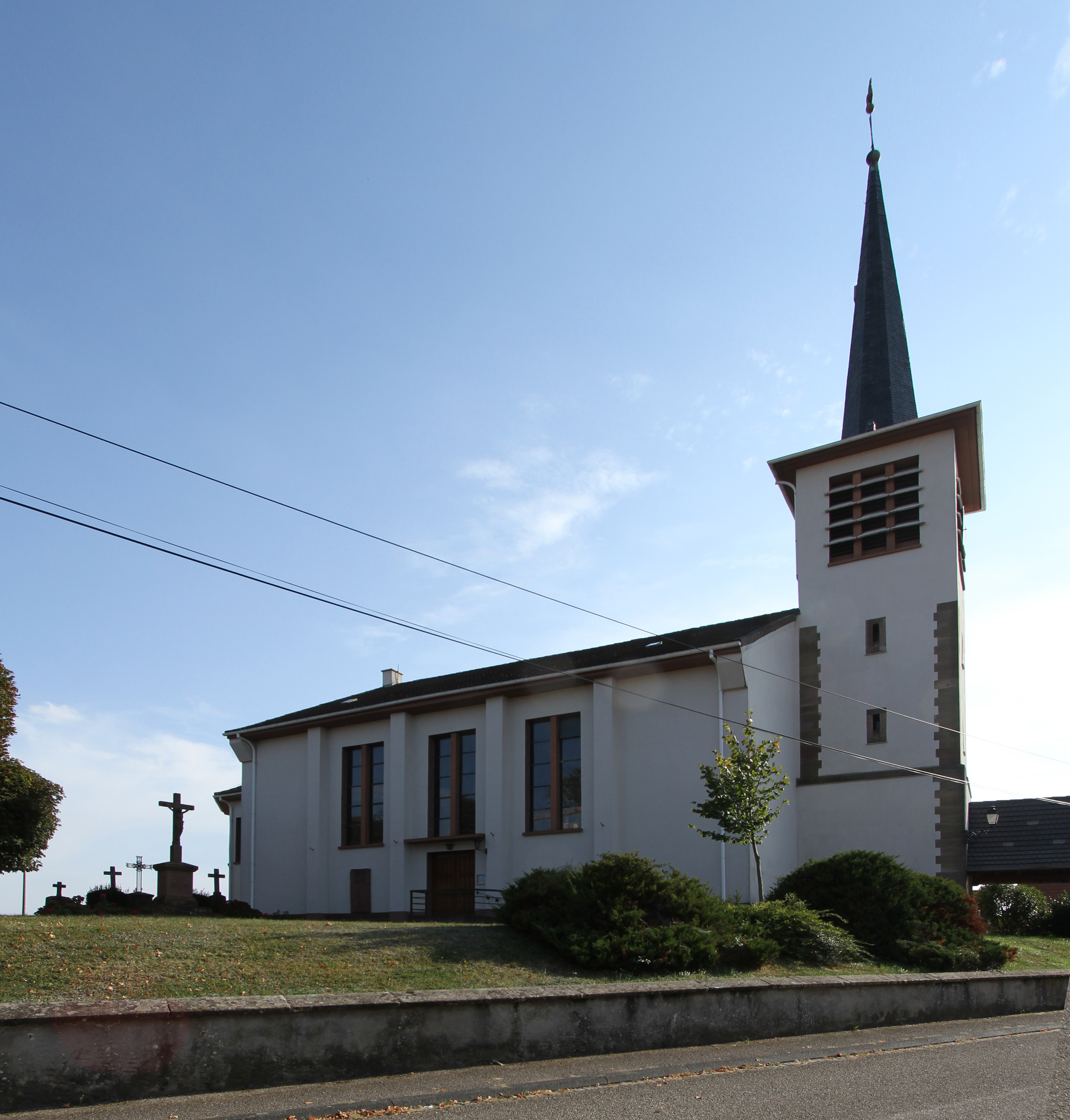
Église Sainte-Agathe.
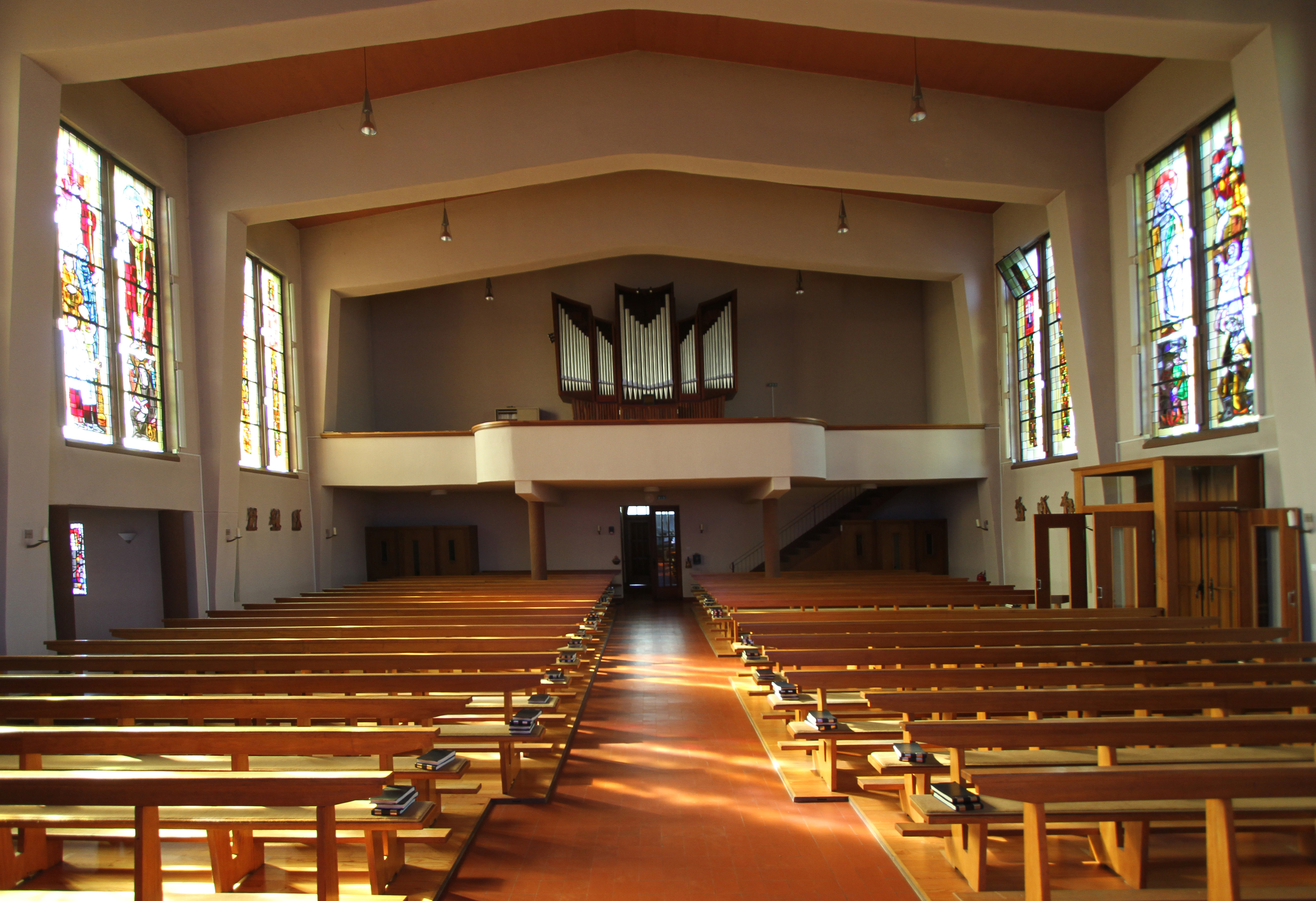
Orgue.
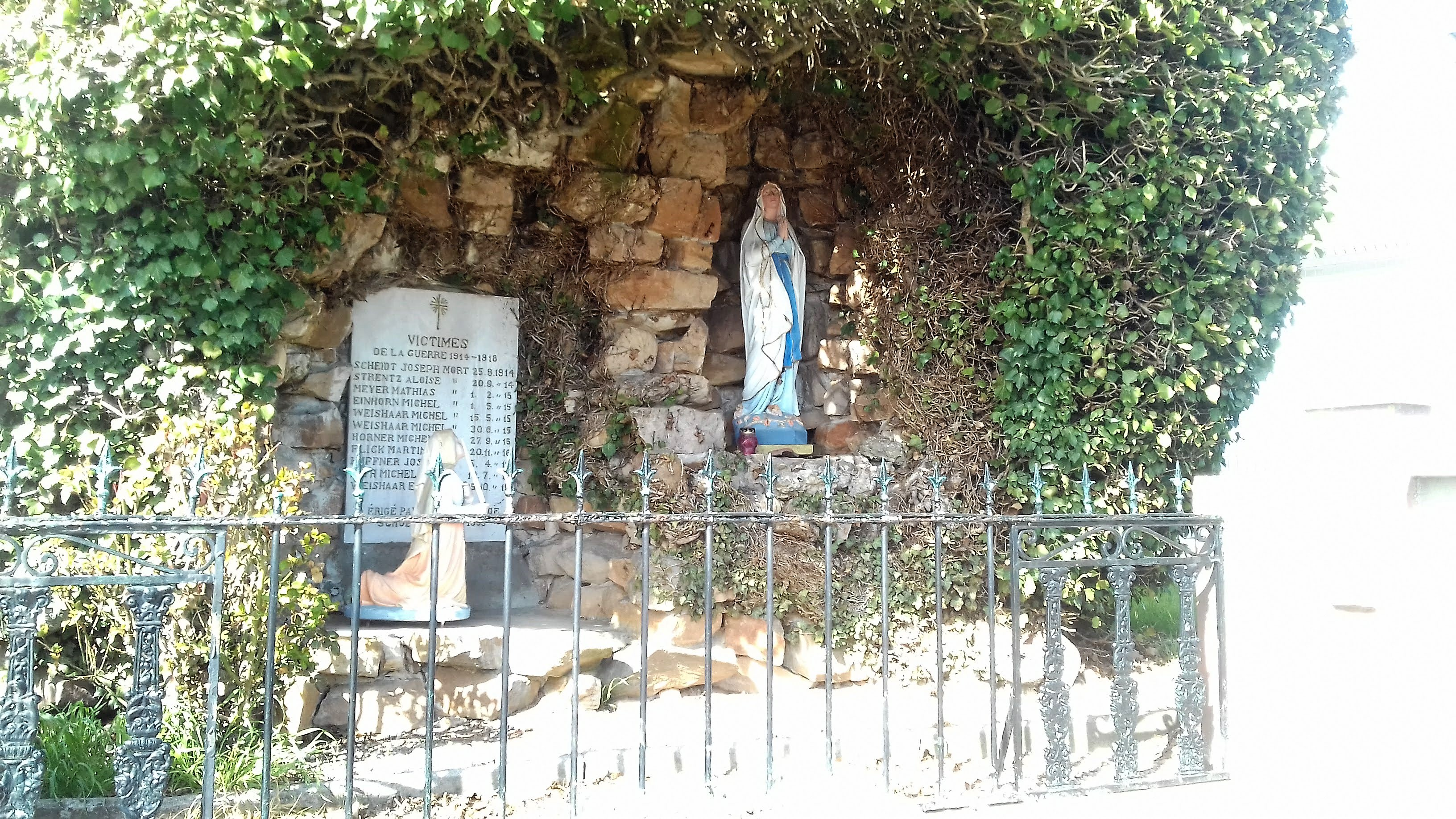
Grotte de Lourdes.
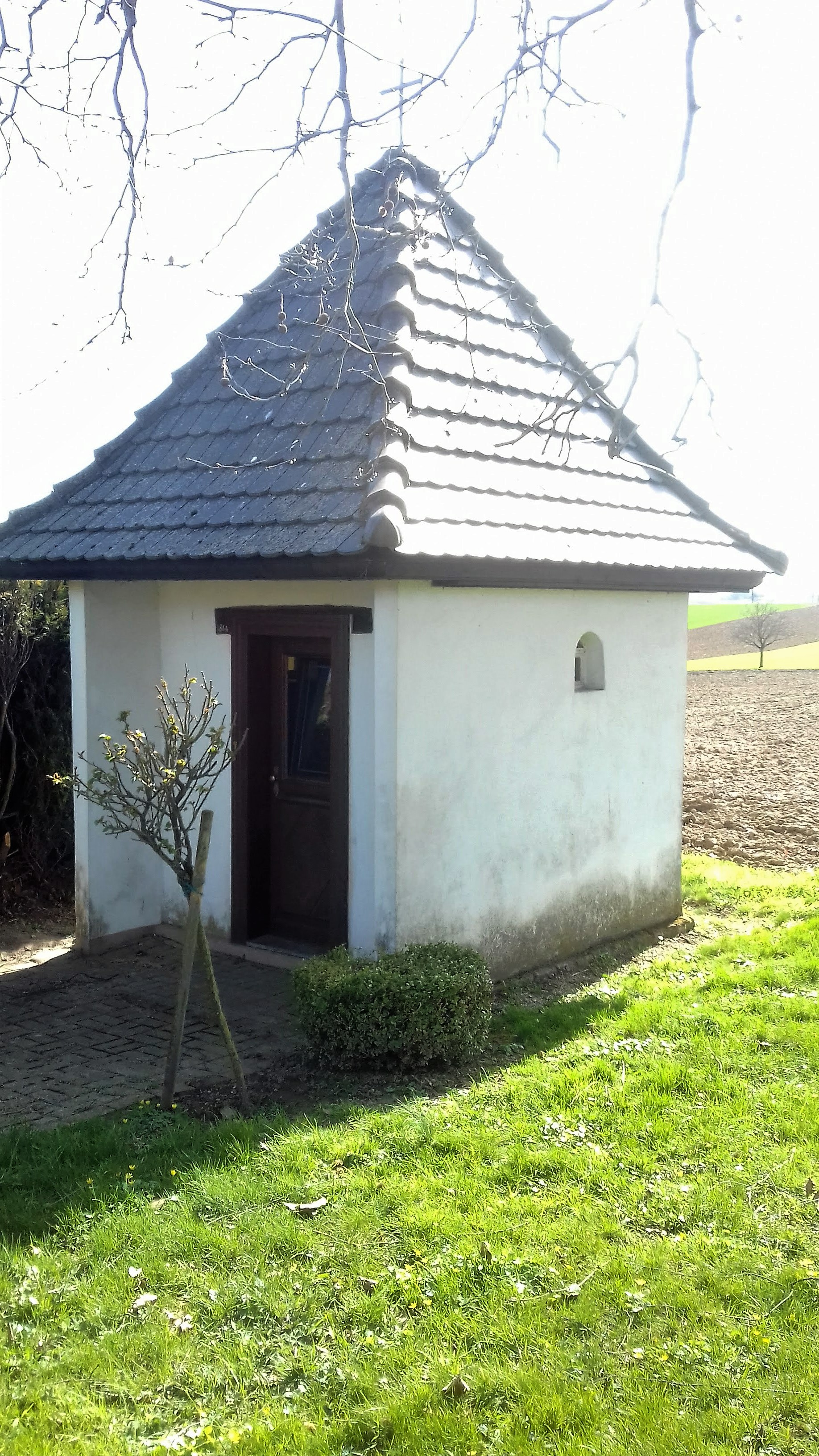
Chapelle.
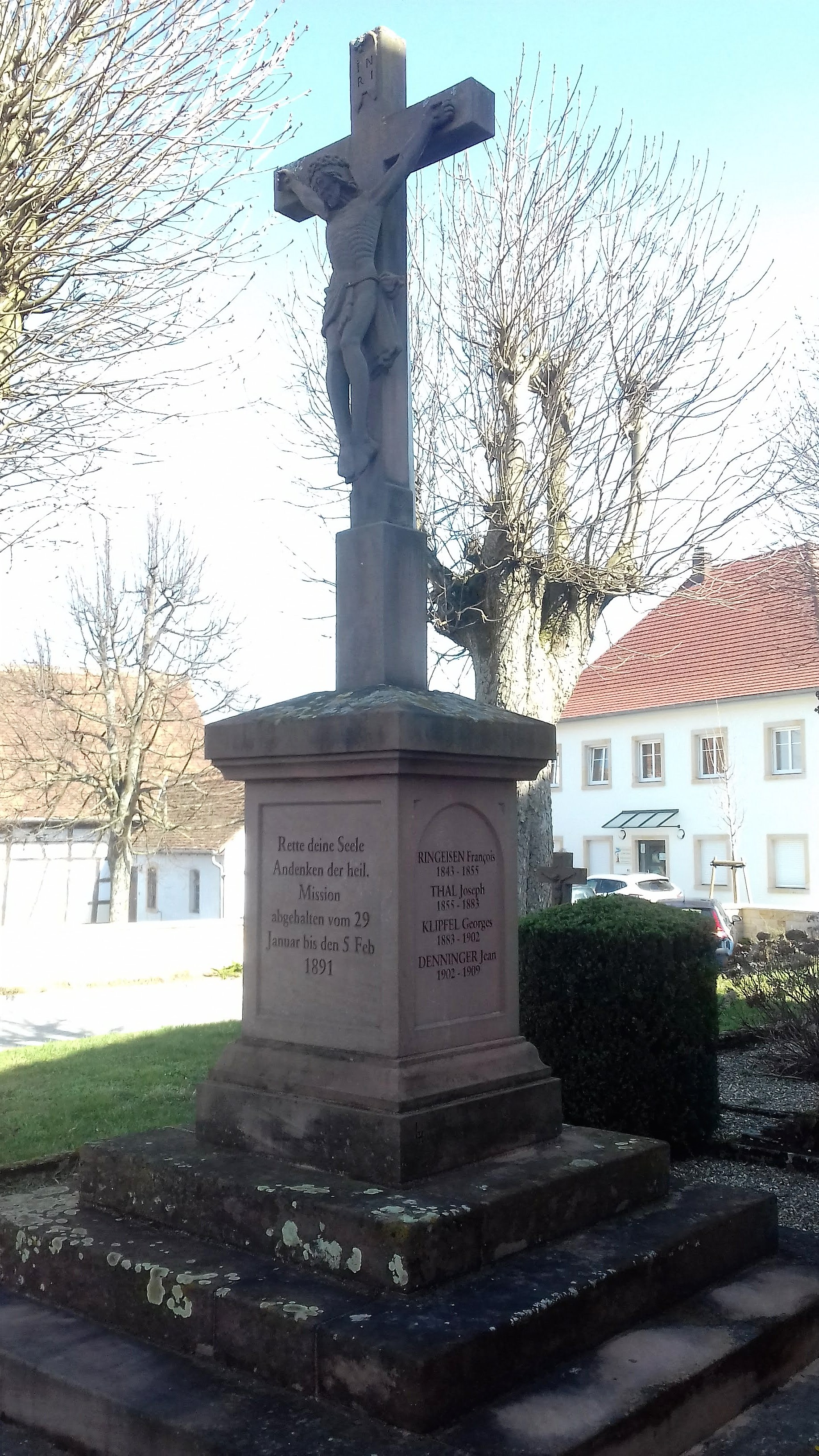
Croix de cimetière.
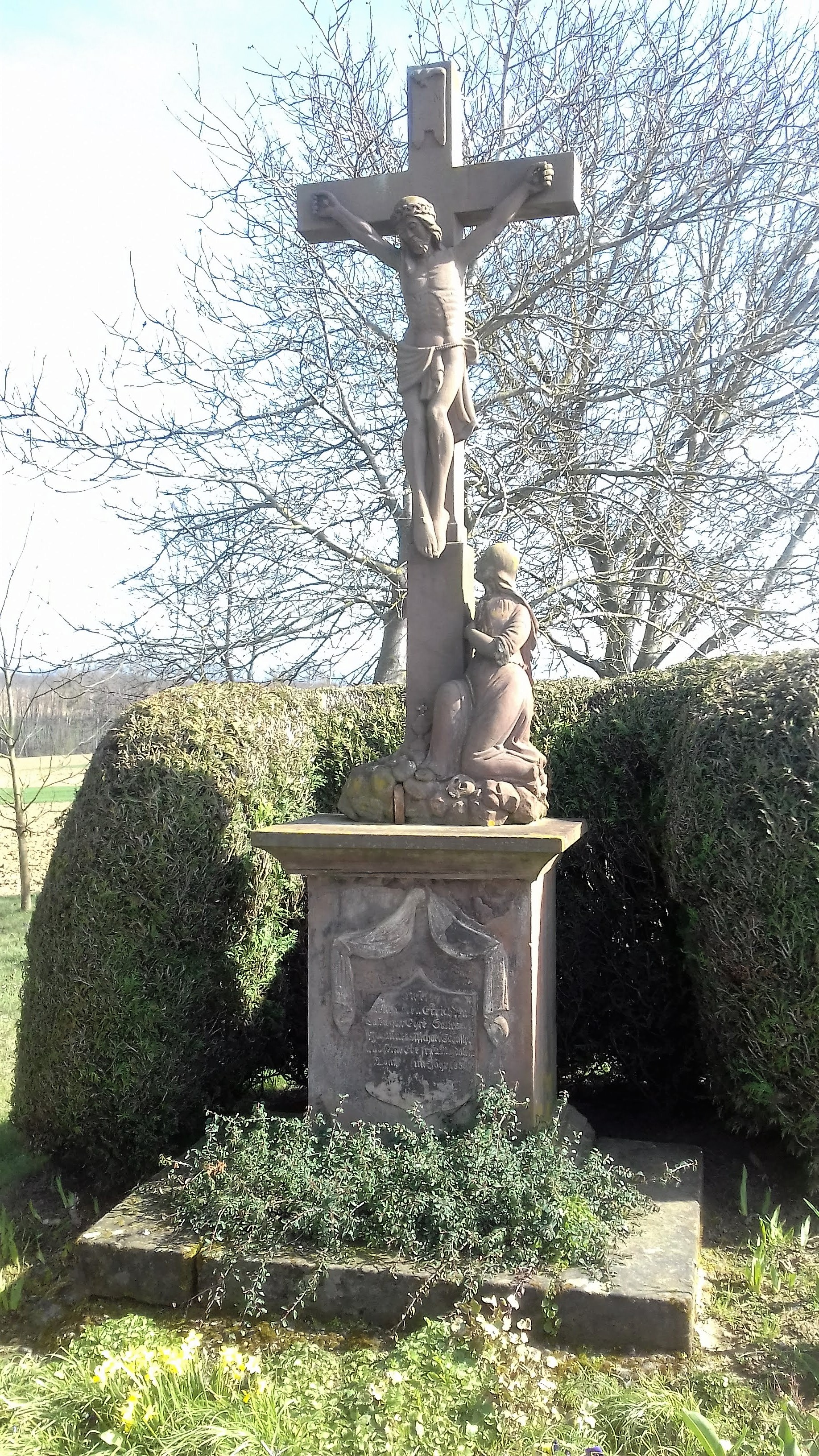
Calvaire rue de la liberté.
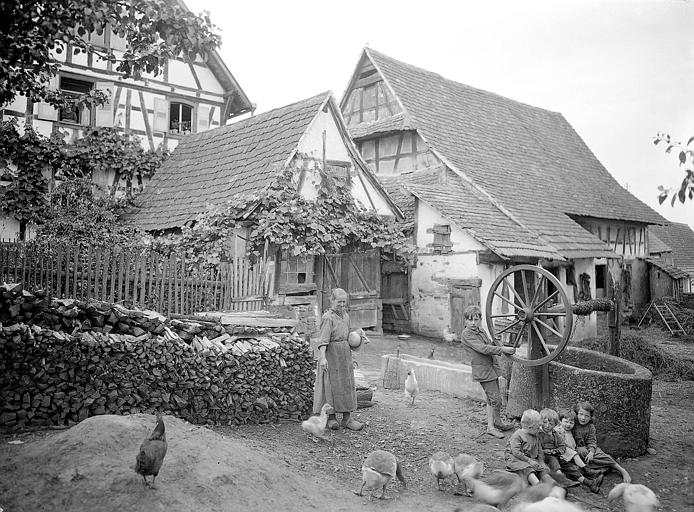
Cour d'une ferme vers 1925.

- Tilleul séculaire sur la place du village (circonférence 8,07 mètres)[45] .
- Ligne Maginot. Le fort de Schœnenbourg est un gros ouvrage d'artillerie de la ligne Maginot. Sa puissance d'artillerie et sa surface de 231 000 m2 en font le plus grand ouvrage visitable de l'Alsace. Il est situé sur les communes de Schœnenbourg, Hunspach et Ingolsheim. C'est le fort de la Ligne qui a été le plus bombardé lors de l'offensive allemande de 1940. Les stukas ont même été utilisés, en vain. L'équipage (nom donné à la garnison des forts de la ligne) ne s'est rendu que sur ordre du gouvernement, après l'armistice du 22 juin 1940.

Les plus belles fresques de la Ligne Maginot. Peintures murales réalisées par les soldats du béton en 1939-1940,.
- Patrimoine architectural rural recensé par le service régional de l'Inventaire général du patrimoine culturel[48] :

Ancien moulin à farine, scierie.
Ancienne Tuilerie, Ferme.
Maisons, fermes.
Restaurant de 1727.
Maison aux Dîmes, Ferme de 1796.
- Un château d'eau décoré[54].

Patrimoine religieux :
- Église paroissiale Sainte-Agathe[55].

Le mobilier de l'église paroissiale.
* Dalle funéraire, de Pierre Némery de Zoller.
* Statue de procession : Immaculée Conception.
* Calice, patène.
* Fonts baptismaux, puits (cuve baptismale).
- Presbytère[61].
- Chapelle de l'ouvrage de Schœnenbourg.
- La chapelle en contrebas du cimetière construite en 1864[62].
- Grotte de Lourdes[63].
- Croix de cimetière.
- Calvaire.

## Personnalités liées à la commune
- Antoine Horner, né le 20 juin 1827 à Schœnenbourg et décédé à Cannes le 8 mai 1880. À partir de 1854, il fut missionnaire à l'île de La Réunion puis à l'île de Zanzibar. C'était un des cinq premiers collaborateurs du Père Libermann de la Congrégation des Spiritains.
- Louis Hebting, né le 27 janvier 1854 à Preuschdorf et décédé à Schoenenbourg en 1933. Appelé Karichschmiermann, c'était un marchand ambulant de graisse noire de pétrole connu alors dans toute l'Outre-Forêt. Il est aujourd'hui l'un des symboles du Musée du Pétrole de Merkwiller-Pechelbronn.
- Le Dr Michel Deutsch, né le 6 octobre 1868 à Schoenenbourg et décédé le 2 mars 1953 à Soultz-sous-Forêt. Connu pour sa grande philanthropie, il a soigné de nombreux paysans de la région sans attendre de paiement de leur part. Artiste dans l’âme, son œuvre littéraire regorge de poèmes, de pièces, de récits en prose mettant toutes en avant l’Alsace et l’Outre-Forêt[64].